# Anna Kowalczyk (pisarka)
Anna Kowalczyk – polska pisarka, dziennikarka i aktywistka.

## Biografia
Absolwentka Kolegium Międzywydziałowych Indywidualnych Studiów Humanistycznych i Społecznych na Uniwersytecie Warszawskim, Lowy School for Overseas Students na Uniwersytecie Telawiwskim i studiów MBA na Uniwersytecie Gdańskim. Dziennikarka związane obecnie z Programem 3 Polskiego Radia, a wczesnie   jako m.in. z Akademickim Radiem Kampus, Polskim Radiem, Radiem PiN, „Przekrojem”. Od 2014 do 2015 roku pełniła rolę redaktorki naczelnej serwisu internetowego „Mamadu”. Założycielka bloga kobiecego Boska Matka, poruszającego tematy społeczno-polityczne i obyczajowe. Teksty z bloga, w tym Pierwsza niewolnica RP czy Nie będę przepraszać za urlop macierzyński, były przedrukowywane m.in. w „Wysokich obcasach” i Wyborczej.pl i komentowane m.in. w TVP Info, Polskie Radio Program III, Tok FM.
W latach 2015–2017 felietonistka serwisu Polki.pl. Autorka pięcioodcinkowego serialu dokumentalnego „Teraz Polka!” realizowanego dla tego portalu. W latach 2017-2020 jej felietony ukazywały się w serwisie  „Wysokie Obcasy”. Felietonistka magazynu „Wysokie Obcasy PRACA”. Od 2021 roku publikuje też swoje wywiady na łamach Krytyki Politycznej. Współwłaścicielka agencji kreatywnej Flamink.
W 2018 roku opublikowała książkę Brakująca połowa dziejów. Krótka historia kobiet na ziemiach polskich, z ilustracjami Marty Frej. Książka wyrosła z pomysłu napisania reportażu historycznego o macierzyństwie i opiece okołoporodowej w Polsce, jednak ostatecznie zmieniła się w książkę historyczną o roli kobiet. Autorka opisuje ją jako abecadło czy vademecum historii kobiet na ziemiach polskich. W recenzjach chwalono książkę m.in. za podejmowanie ważnego tematu w sposób przystępny, za sprawne połączenie wiedzy akademickiej z interesującą opowieścią, a także za trafny dobór ilustratorki oraz użycie przystępnego języka do opisu złożonych procesów historycznych.
W kolejnej książce planuje zająć się tematami kobiecości i ciała, sportu i seksualności. Od 2021 roku jest ambasadorką i opiekunką merytoryczną akcji społecznej „Gdzie się podziały nasze patronki?” zachęcająca szkoły, które nie obrały jeszcze patrona ani patronki do przyjmowania imion zasłużonych bohaterek historycznych. 

## Publikacje książkowe
- Macierzyństwo bez Photoshopa (Helion, 2016) – współautorka[27]
- Brakująca połowa dziejów. Krótka historia kobiet na ziemiach polskich (W.A.B., 2018) – autorka[24]